# Plan Fabini
Der Plan Fabini war ein 1928 entworfener Stadtentwicklungsplan für die uruguayische Hauptstadt Montevideo.

## Maßnahmen
Der Plan wurde vom Ingenieur und Politiker Juan Pedro Fabini (1876–1962) entworfen und befasste sich ausschließlich mit der Neugestaltung der Straßenführung.
Vorgesehen waren darin unter anderem die Verbreiterung der Rambla Portuaria auf 60 Meter oder auch der Ausbau der Calle Ciudadela auf eine Breite von 22 Metern zwischen der Plaza Independencia und der Rambla Sur. Eine erste Version des Plans wurde im Oktober 1927 vorgestellt. Der definitive Plan wurde am 17. September 1928 vom Concejo de Administració de Montevideo verabschiedet.
Sowohl Planung als auch Durchführung lagen dabei im staatlichen Verantwortungsbereich. Eine Umsetzung unterblieb jedoch zunächst, so dass etwa 1954 noch keine Ansätze zur Umsetzung ersichtlich und auch bis zum Jahre 1975 die beabsichtigten Neugestaltungsmaßnahmen überwiegend noch nicht durchgeführt waren.

## Quelle
- Beiträge zur Stadtgeographie von Montevideo, herausgegeben von Günter Mertins, 1987, S. 152f
- Liliana Carmona und María Julia Gómez: Montevideo, proceso planificador y crecimentos. Publicaciones Farq, Montevideo 2002. Kapitel B6: Plan Fabini, S. 63–65 (Memento vom 12. Oktober 2003 im Internet Archive) (PDF, 3,3 MB)